# Гибсън (окръг, Тенеси)
Вижте пояснителната страница за други значения на Гибсън.
Окръг Гибсън (на английски: Gibson County) е окръг в щата Тенеси, Съединени американски щати. Площта му е 1564 km², а населението – 48 152 души (2000). Административен център е град Трентън.